# Michael Muhney

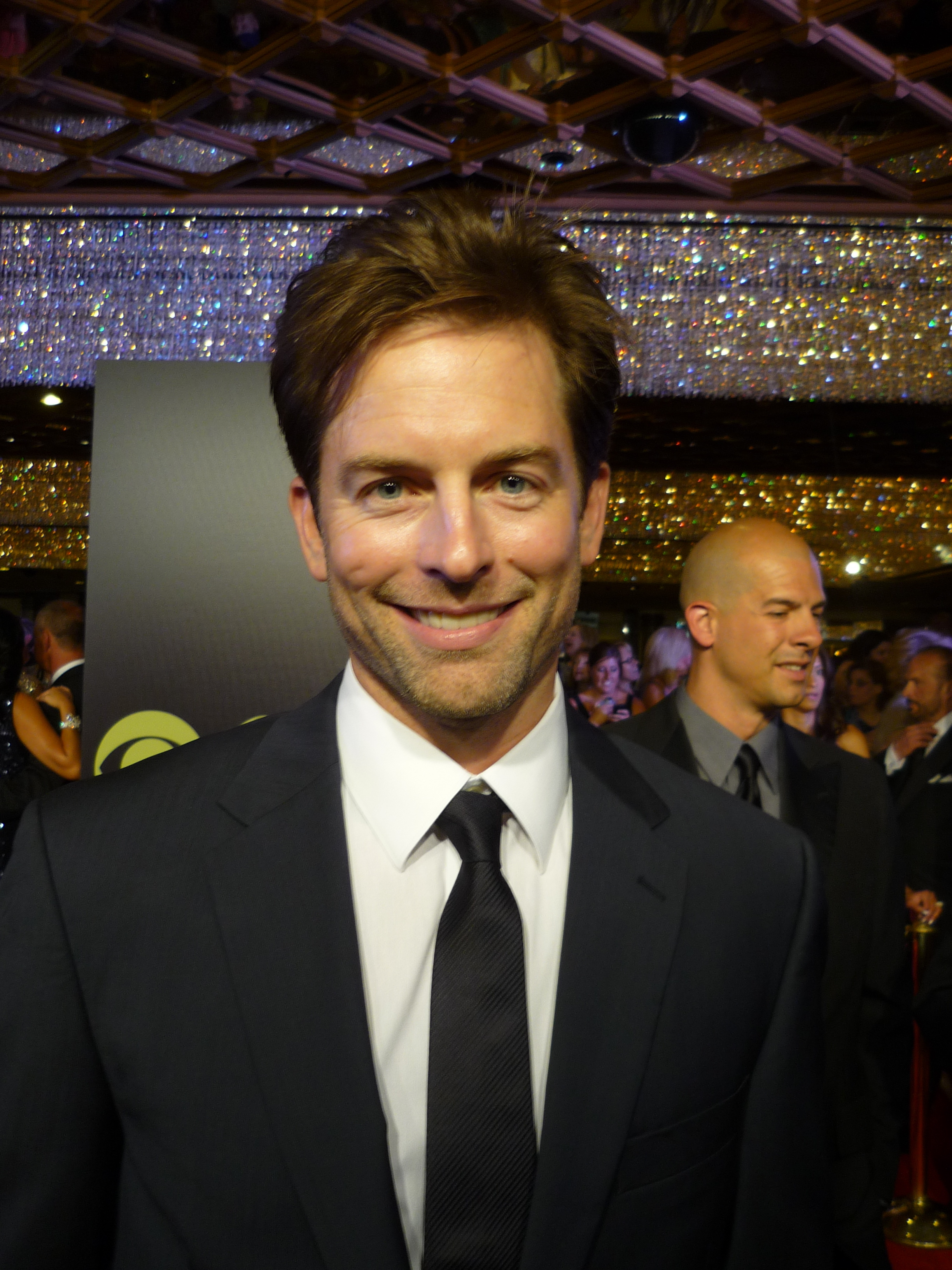
Michael Muhney (2010)

Michael Muhney (* 12. Juni 1975 in Chicago, Illinois) ist ein US-amerikanischer Schauspieler und Drehbuchautor.

## Leben
Muhney wurde am 12. Juni 1975 in Chicago (Illinois) geboren.
Er ging auf die Trinity High School in River Forest sowie die DePaul University in Chicago und machte im Jahr 1997 an ihr einen Bachelor of Fine Arts.
Muhney ist eingetragenes Mitglied bei Mensa und spricht neben Englisch und der Gebärdensprache ASL noch Deutsch, die Sprache seiner Mutter.
Am 18. Dezember 2007 bekamen er und seine Frau ihr erstes gemeinsames Kind – ein Mädchen.
Seinen ersten Auftritt im Fernsehen hätte Muhney 1998 in der Fernsehserie Real Life haben sollen, jedoch wurde der Pilot nie ausgestrahlt. Daher debütierte er erst im selben Jahr in A Will of Their Own, einer Miniserie des Networks NBC.
Ein Jahr später, 1999, spielte Muhney als Paul Turk seine erste Hauptrolle in der nach 13 Episoden eingestellten CBS-Fernsehserie Turks.
In den Jahren 2000 und 2001 war er als Detective Mark Farrell in einer Nebenrolle in der USA-Network-Kabelfernsehserie The Huntress zu sehen. Von 2004 bis 2007 spielte Muhney in 40 von 64 Episoden der The-CW-Fernsehserie Veronica Mars die Rolle des Sheriff Don Lamb.
Seit dem 25. Juni 2009 spielt er die Rolle des Adam Newman, die er von Chris Engen übernahm, in der langjährigen CBS-Seifenoper Schatten der Leidenschaft.
Außerdem hatte Muhney Gastauftritte (für jeweils eine Episode) in den Serien Emergency Room – Die Notaufnahme, Boomtown, JAG – Im Auftrag der Ehre, Charmed – Zauberhafte Hexen, Without a Trace – Spurlos verschwunden, Numbers – Die Logik des Verbrechens und CSI: Miami.

## Filmografie (Auswahl)

### Filme
- 2000: Love 101
- 2000: Virtual Nightmare – Du kannst nicht entkommen (Virtual Nightmare)
- 2001: Nicolas (TV)
- 2001: Everything But the Girl
- 2006: Lovers, Liars and Lunatics
- 2007: One Night
- 2008: Act Your Age
- 2008: Family Practice
- 2008: No Man’s Land: The Rise of Reeker
- 2008: Columbus Day – Ein Spiel auf Leben und Tod (Columbus Day)
- 2009: Disconnect
- 2009: The Portal
- 2014: Correcting Christmas

### Fernsehserien
- 1998: A Will of Their Own
- 1999: Turks
- 2000–2001: The Huntress
- 2004–2007: Veronica Mars
- seit 2009: Schatten der Leidenschaft (The Young and the Restless)